# 여태천
여태천(余泰天, 1971년 4월 25일~ , 경상남도 하동)은 대한민국의 시인이다.

## 생애
고려대학교에서 국어국문학을 전공했으며 같은 학교 대학원에서 박사학위를 받았다. 2000년 《문학사상》 신인상으로 문단에 나왔다. 제27회 김수영 문학상(2008), 제13회 서정시학상(2019), 제31회 편운문학상(2021)을 수상했다. 현재 동덕여대 국어국문학과 교수로 재직 중이다.

## 작품

### 시집
《감히 슬프지 않을 수 있겠습니까》(2020), 《저렇게 오렌지는 익어 가고》(2013), 《스윙》(2008), 《국외자들》(2006)

### 비평서
《시적 정의와 시의 윤리》, 《경계의 언어와 시적 실험》, 《미적 근대와 언어의 형식》, 《김수영의 시와 언어》